# Assyni
L'Assyni (in russo Ассыни?) è un fiume dell'Estremo Oriente russo. È il ramo sorgentifero di destra del fiume Tugur. Scorre nel Tuguro-Čumikanskij rajon del Territorio di Chabarovsk.
Il fiume ha origine sulle pendici orientali dei monti Jam-Alin' e scorre in direzione sud-est, alla confluenza con il fiume Konin forma il Tugur. La sua lunghezza è di 110 km, l'area del bacino è di 2 510 km².